# La Lutte de Jacob avec l'Ange (Delacroix)
Pour les articles homonymes, voir La Lutte de Jacob avec l'Ange.
La Lutte de Jacob avec l'Ange est une peinture murale réalisée par Eugène Delacroix dans les années 1850 et achevée en 1861, pour la chapelle des Saints-Anges à l'église Saint-Sulpice de Paris.
Avec les autres peintures murales de cette chapelle, peintes également par Delacroix, elle est classée monument historique au titre objet depuis 1908.

## Historique
Sur une commande de la Ville de Paris passée en avril 1849, Delacroix travaille dans la chapelle des Saints-Anges principalement de 1855 à 1861. Il choisit trois scènes de bataille pour illustrer ce thème : Héliodore chassé du temple sur le mur opposé à Jacob, saint Michel terrassant le dragon au plafond. La Lutte de Jacob est considérée comme l'un des derniers chefs-d’œuvre du peintre.
Delacroix prépare les murs en 1850, mais il est occupé ensuite par ses autres commandes. En 1854, il apparaît que la couche de préparation des murs adhère mal et que les murs doivent à nouveau être préparés. Dès lors Delacroix est assisté par Pierre Andrieu, qui brosse les compositions dans leurs grandes lignes, le maître intervenant pour la reprise des figures et l'achèvement.
L'ébauche de la Lutte est sans doute réalisée à l'été 1855. Il se fait aider en 1856 par le peintre Louis Boulanger pour préparer les fonds. Fin 1857, il rencontre des problèmes de santé. En fin d'année il s'installe 6, rue Furstenberg, dans l'actuel musée Delacroix, à proximité de l'église. Le travail se poursuit sur les deux grandes compositions murales au cours des années suivantes. Delacroix s'investit particulièrement dans ce projet et écrit le 1er janvier 1861 dans son journal : « La peinture me harcèle et me tourmente de mille manières à la vérité, comme la maîtresse la plus exigeante ; depuis quatre mois, je fuis dès le petit jour et je cours à ce travail enchanteur, comme aux pieds de la maîtresse la plus chérie;  ce qui me paraissait de loin facile à surmonter me présente d'horribles et incessantes difficultés. ».
Enfin les deux peintures murales sont dévoilées le 31 juillet 1861, deux ans avant la mort du peintre à l'âge de 65 ans.
Les trois peintures ont fait l'objet d'une restauration en 2015 et 2016.

## Description

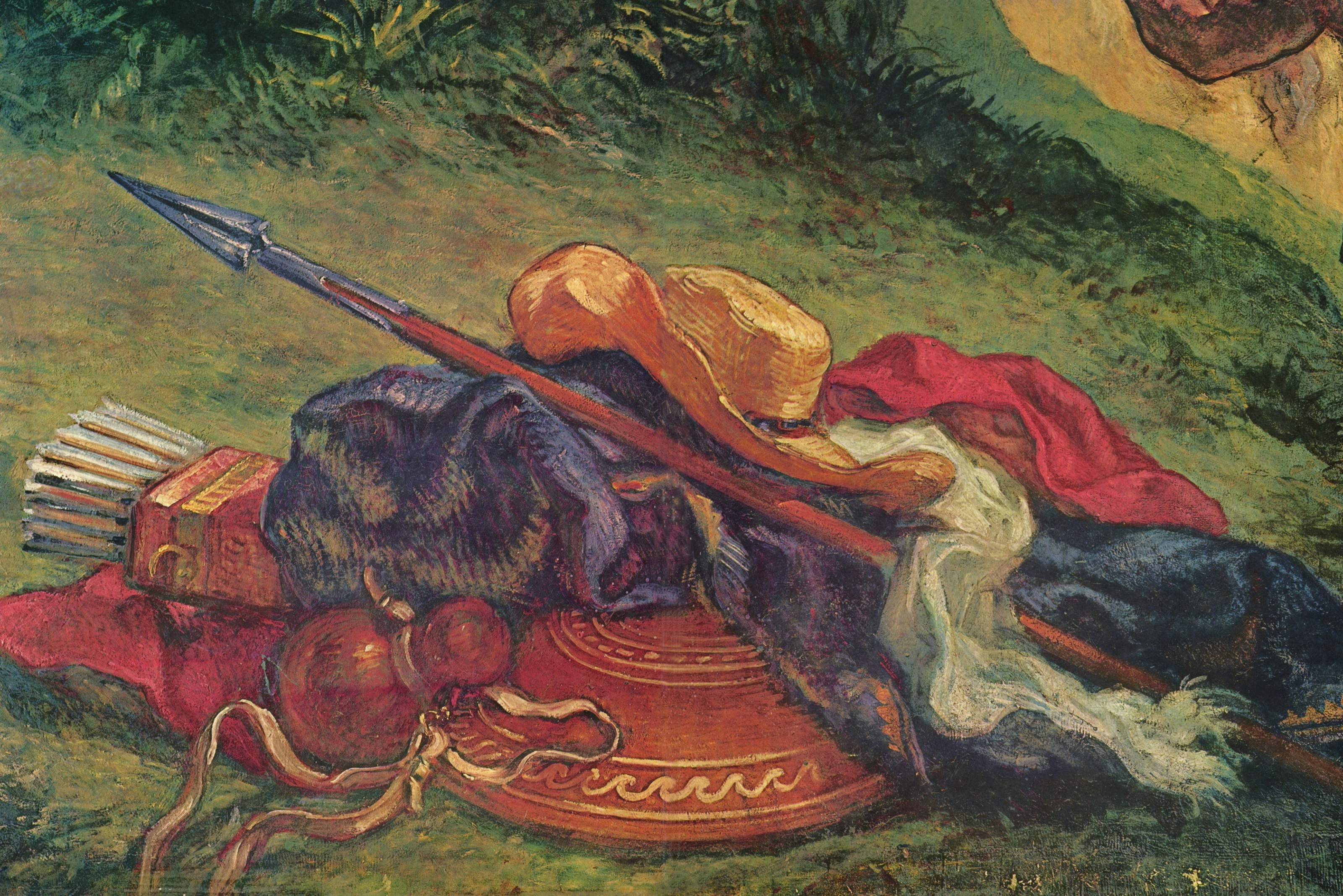
L'amas d'armes et de vêtements au premier plan.

La peinture a pour sujet l'épisode de la lutte de Jacob avec l'ange décrit dans le livre de la Genèse. Jacob, fils d'Isaac, s'apprête à des retrouvailles difficiles avec son frère Esaü. Il envoie devant lui des troupeaux comme présent à son frère et reste seul auprès d'un torrent. Un homme se présente alors et lutte avec lui toute la nuit, sans réussir à le vaincre. L'être mystérieux finit par frapper Jacob à l'emboîture de la hanche, le rendant ainsi boiteux. Il lui annonce qu'il a lutté avec Dieu et avec les hommes et qu'il a été vainqueur. Désormais Jacob sera nommé Israël et, malgré son infirmité physique, sera doté d'une force morale provenant de Dieu.
Le carton d'invitation imprimé pour l'inauguration en 1861 indique ainsi :

« Tableau de gauche. - La lutte de Jacob avec l'ange. Jacob accompagne les troupeaux et autres présents à l'aide desquels il espère fléchir la colère de son frère Esaü. Un étranger se présente qui arrête ses pas et engage avec lui une lutte opiniâtre, laquelle ne se termine qu'au moment où Jacob, touché au nerf de la cuisse par son adversaire, se trouve réduit à l'impuissance. Cette lutte est regardée, par les livres saints, comme un emblème des épreuves que Dieu envoie quelquefois à ses élus. »

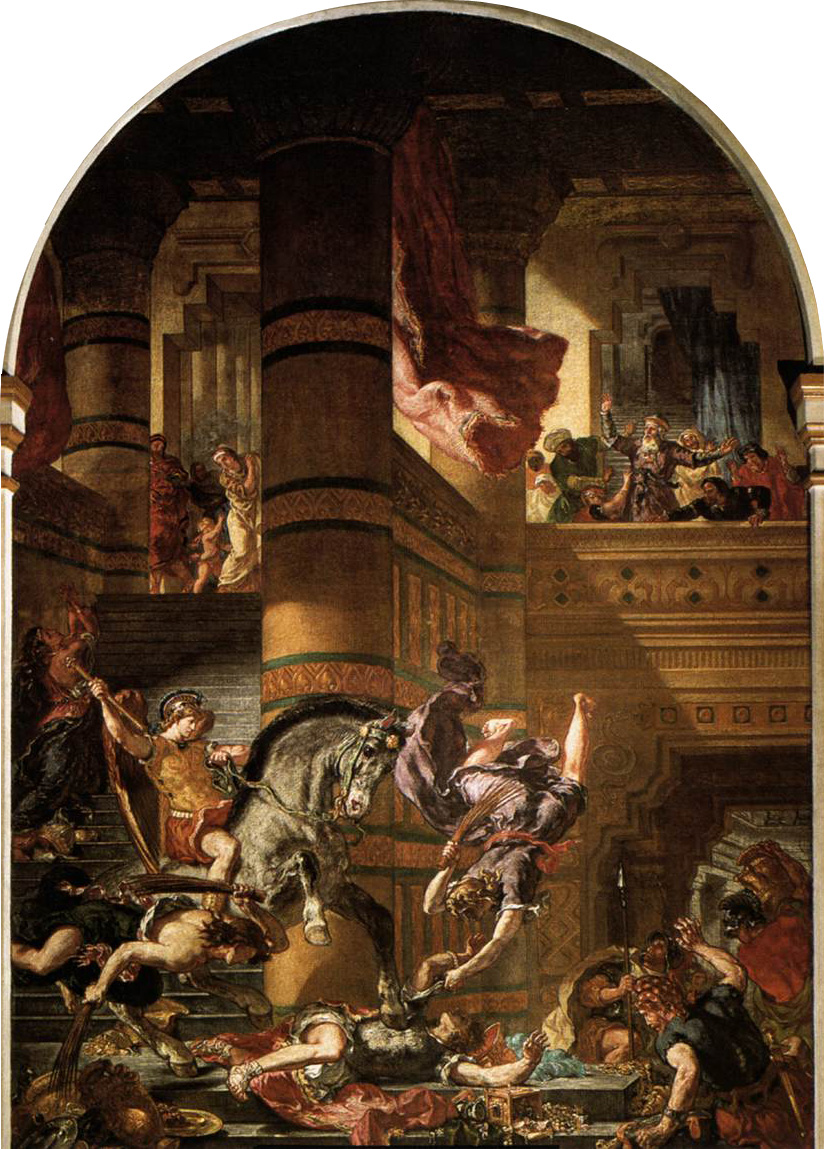
Héliodore chassé du temple.

Delacroix a utilisé la peinture à l'huile et à la cire directement sur le mur sec, technique courante au 19e siècle qui autorise les retouches : il ne s'agit pas, au sens propre, d'une fresque.
Le peintre oppose la sérénité de l'ange avec les efforts de l'homme qui refuse de se soumettre, en proie à un combat intérieur. La composition fait écho par certains aspects à celle de la peinture située sur le mur opposé, Héliodore chassé du temple. À la colonne du temple répond le tronc massif du chêne et les deux peintures montrent une nature morte au premier plan, qui avec leurs couleurs donnent la tonalité générale de l’œuvre. Celle de la Lutte, constituée d'un amas de vêtements et d'armes jetés par terre, aurait été brossée en vingt minutes.

## Postérité
Bernard Teyssèdre analyse le travail de l'imaginaire qui sous-tend cette oeuvre dans son prologue à l'ouvrage Anges, astres et cieux publié en 1987. Jean-Paul Kauffmann a consacré un essai à cette peinture et à l'église Saint-Sulpice : La Lutte avec l'Ange, paru en 2002.